# Xarja (cidade)
Xarja (em árabe: الشارقة; romaniz.: Sharjah; em urdu: شارجہ) é uma cidade dos Emirados Árabes Unidos situada no emirado de Xarja, ao qual serve como capital. Segundo censo de 2015, tinha 1 274 749 habitantes. Está a 14 metros de altura.

## História

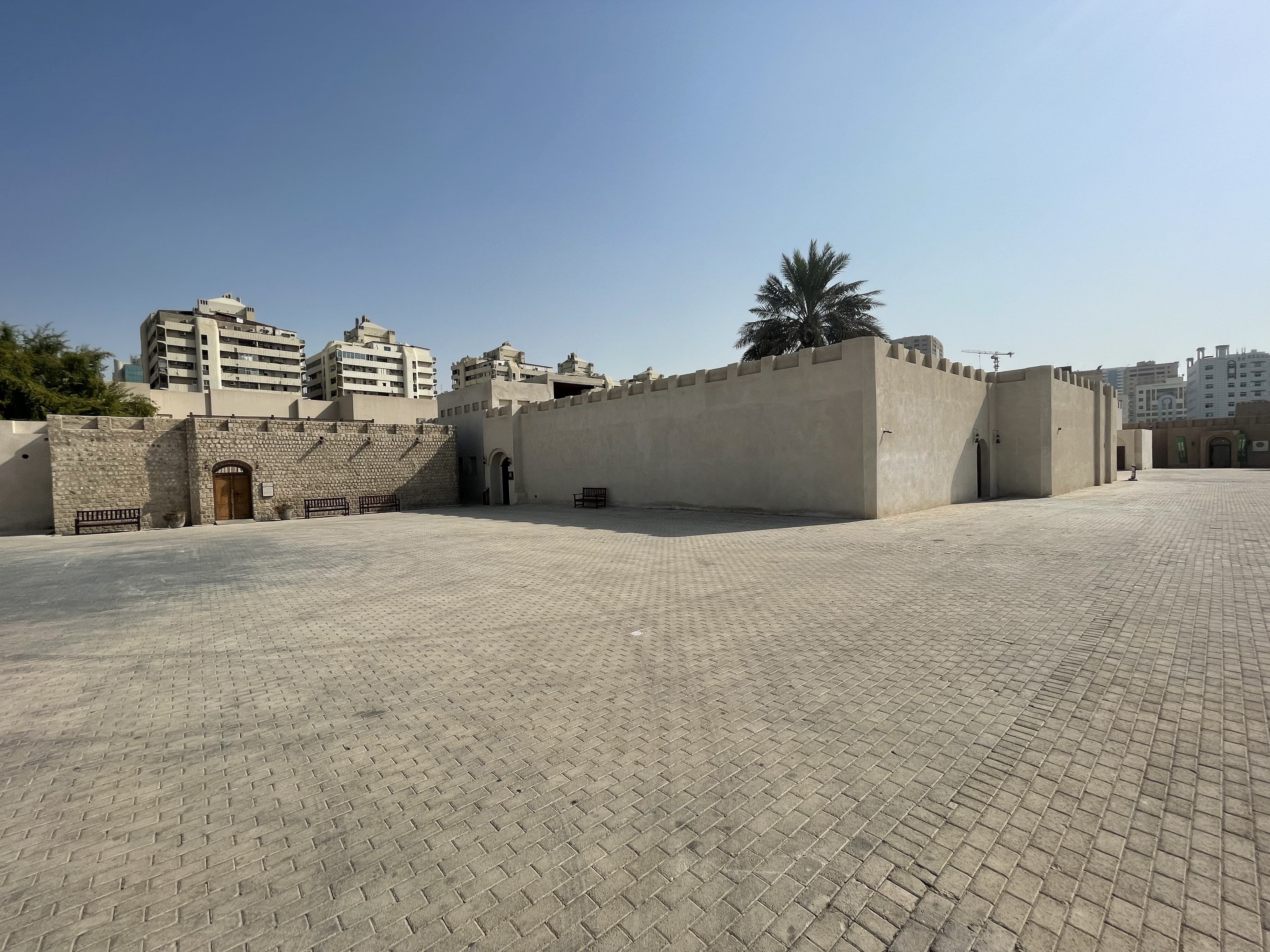
Bait Al Naboodah localizado na cidade velha de Xarja.

Xarja foi historicamente uma das cidades mais desenvolvidas da região, com um assentamento que existe há mais de 5.000 anos. No início do século XX, Xarja estendeu-se para o interior até a área hoje conhecida como Subúrbio Uacite. Com uma população de 15.000 habitantes, Xarja tinha cerca de quatro ou cinco lojas em Laia e um bazar com cerca de 200 lojas na parte principal de Xarja.
No meio da Segunda Guerra Mundial, a propaganda nazista se infiltrou na cidade. A propagação ruidosa de discursos nazistas podia ser ouvida emanando do palácio do xeque de Xarja durante um período em 1940. Depois de xeque ter sido confrontado pelos britânicos, ele escreveu uma carta reafirmando o seu apoio aos esforços de guerra britânicos e contestou as acusações apresentadas contra Bin Faris.

## Clima
Xarja tem um clima árido (BWh), de acordo com a classificação climática de Köppen com invernos quentes e verões extremamente quentes. A temperatura média diurna durante o verão varia entre 38 °C a 42 °C, e em alguns dias a temperatura excede 45 °C, principalmente durante os meses de julho e agosto. Durante o inverno, a temperatura média diurna raramente ultrapassa 30 °C. A precipitação é geralmente fraca e irregular e ocorre geralmente de novembro a julho. Os meses de fevereiro e março são responsáveis por quase dois terços das chuvas do ano.
| Dados climatológicos para Xarja, 1991-2020                                                     | Dados climatológicos para Xarja, 1991-2020 | Dados climatológicos para Xarja, 1991-2020 | Dados climatológicos para Xarja, 1991-2020 | Dados climatológicos para Xarja, 1991-2020 | Dados climatológicos para Xarja, 1991-2020 | Dados climatológicos para Xarja, 1991-2020 | Dados climatológicos para Xarja, 1991-2020 | Dados climatológicos para Xarja, 1991-2020 | Dados climatológicos para Xarja, 1991-2020 | Dados climatológicos para Xarja, 1991-2020 | Dados climatológicos para Xarja, 1991-2020 | Dados climatológicos para Xarja, 1991-2020 | Dados climatológicos para Xarja, 1991-2020 |
| Mês                                                                                            | Jan                                        | Fev                                        | Mar                                        | Abr                                        | Mai                                        | Jun                                        | Jul                                        | Ago                                        | Set                                        | Out                                        | Nov                                        | Dez                                        | Ano                                        |
| ---------------------------------------------------------------------------------------------- | ------------------------------------------ | ------------------------------------------ | ------------------------------------------ | ------------------------------------------ | ------------------------------------------ | ------------------------------------------ | ------------------------------------------ | ------------------------------------------ | ------------------------------------------ | ------------------------------------------ | ------------------------------------------ | ------------------------------------------ | ------------------------------------------ |
| Temperatura máxima recorde (°C)                                                                | 32,5                                       | 38,7                                       | 42,5                                       | 44,6                                       | 46,9                                       | 48,5                                       | 49,3                                       | 48,5                                       | 47,7                                       | 43,0                                       | 37,7                                       | 33,9                                       | 50,4                                       |
| Temperatura máxima média (°C)                                                                  | 24,8                                       | 26,5                                       | 29,3                                       | 34,9                                       | 39,7                                       | 41,9                                       | 42,9                                       | 42,9                                       | 40,7                                       | 36,9                                       | 31,4                                       | 26,9                                       | 49,3                                       |
| Temperatura média (°C)                                                                         | 18,5                                       | 19,9                                       | 22,7                                       | 27,1                                       | 31,4                                       | 33,7                                       | 35,5                                       | 35,3                                       | 32,6                                       | 29,0                                       | 24,4                                       | 20,5                                       | 27,6                                       |
| Temperatura mínima média (°C)                                                                  | 12,8                                       | 13,8                                       | 16,3                                       | 19,7                                       | 23,7                                       | 26,5                                       | 29,2                                       | 28,9                                       | 25,9                                       | 22,2                                       | 18,1                                       | 14,5                                       | 21,0                                       |
| Temperatura mínima recorde (°C)                                                                | 3,8                                        | 5,0                                        | 8,2                                        | 10,5                                       | 15,2                                       | 21,0                                       | 23,5                                       | 22,4                                       | 20,3                                       | 16,6                                       | 11,8                                       | 6,4                                        | 3,8                                        |
| Precipitação (mm)                                                                              | 13,2                                       | 17,1                                       | 16,1                                       | 8,7                                        | 3,6                                        | 0,0                                        | 0,0                                        | 0,0                                        | 0,0                                        | 1,1                                        | 3,3                                        | 12,1                                       | 93,7                                       |
| Dias com precipitação                                                                          | 22,4                                       | 12,2                                       | 23,2                                       | 4,8                                        | 0,1                                        | 0,5                                        | 2,9                                        | 0,02                                       | 0,3                                        | 2,1                                        | 6,9                                        | 18,2                                       | 22,6                                       |
| Umidade relativa (%)                                                                           | 69                                         | 67                                         | 63                                         | 53                                         | 47                                         | 52                                         | 53                                         | 53                                         | 59                                         | 62                                         | 64                                         | 69                                         | 59,4                                       |
| Insolação (h)                                                                                  | 235,1                                      | 230,7                                      | 265,4                                      | 296,3                                      | 333,1                                      | 307,3                                      | 319,0                                      | 302,6                                      | 279,8                                      | 286,5                                      | 251,8                                      | 229,5                                      | 3 337,1                                    |
| Fonte: NOAA (humidity 1981–2010)National Center of Meteorology Climate Yearly Report 2003-2019 |                                            |                                            |                                            |                                            |                                            |                                            |                                            |                                            |                                            |                                            |                                            |                                            |                                            |

## Economia
A Zona SAIF atraiu investidores de mais de 90 países. Isto levou a uma atmosfera favorável aos negócios, levando a um aumento de 6,5%, atingindo aproximadamente 145,2 mil milhões de dirrãs em 2023, em comparação com 136,4 mil milhões em 2022, o que marcou um crescimento de 4,9% em relação a 2021.

## Transporte
O desenvolvimento de serviços de transporte em Xarja é uma tarefa crítica a longo prazo. Planejado pelo SPTC desde 2008, o Metrô de Xarja será o terceiro sistema de metrô nos Emirados Árabes Unidos, depois do Metrô de Dubai e do Metrô de Abu Dhabi. O bonde Xarja está planejado desde 2015 e será o segundo sistema de bondinho do país depois do bondinho de Dubai.
O Sistema de Transporte Público de Xarja organiza e supervisiona as operações de táxis no emirado. O serviço de táxi de Xarja é fornecido por meio de empresas franqueadas. Se alguém for de um emirado para outro, os taxistas cobrarão 20 dirrãs. Abrangem todas as partes do Emirado e das cidades, incluindo centros comerciais, áreas residenciais e aeroportos.

## Cultura

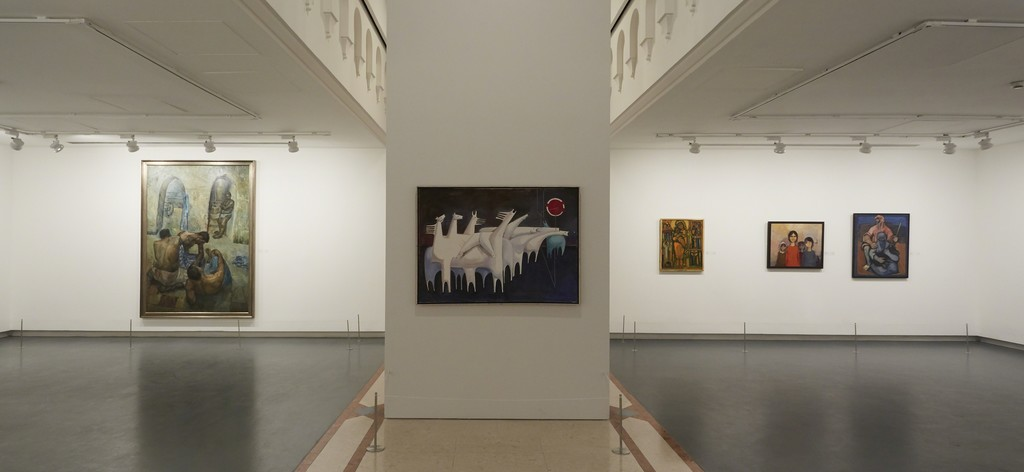
Interior do museu de arte de Xarja.

A cultura dos Emirados Árabes Unidos é voltada principalmente para o islamismo e da cultura árabe tradicional. A influência da cultura islâmica e árabe na sua arquitetura, música, vestuário, culinária e estilo de vida é muito proeminente. Cinco vezes por dia, os muçulmanos são chamados para orar nas mesquitas, espalhadas por todo o país.
Xarja foi designada Capital Mundial do Livro de 2019 pela UNESCO.
Um projeto de património cultural, Coração de Xarja, foi realizado para preservar e restaurar a cidade velha de Xarja e devolvê-la à glória da década de 1950. Um projeto de cinco fases com conclusão prevista para 2025, o projeto está sendo realizado pela Autoridade de Investimento e Desenvolvimento de Xarja, Shurooq, em conjunto com o Instituto de Patrimônio de Xarja, o Departamento de Museus de Xarja e a Fundação de Arte de Xarja.